# Făgăt
Făgăt – wieś w Rumunii, w okręgu Jassy, w gminie Cotnari. W 2011 roku liczyła 235 mieszkańców.